# Smoczy szlak w Krakowie
Smoczy szlak – szlak turystyczny w Krakowie powstały z inicjatywy mieszkańców Krakowa, którzy zgłosili pomysł, a następnie przegłosowali w Budżecie Obywatelskim Miasta Krakowa. Pierwsze figurki zaprojektowali krakowscy artyści plastycy: Andrzej Mleczko i Edward Lutczyn. Wykonanie nadzorowali prof. Jan Tutaj i dr Jacek Dudek z Wydziału Rzeźby ASP w Krakowie. Nowe smoczki dołączyły do znanego pomnika Smoka Wawelskiego. Pomniki wybierane są tematycznie do miejsca np. Smok Lekarz przed szpitalem, Smok Filmowiec przed kinem.

## Historia stawiania pomników
Jako pierwszy do Smoka Wawelskiego dołączył Smok Geodeta. Został on zlokalizowany przy Szkole Podstawowej nr 29 przy Al. Dembowskiego. Miejsce zostało wybrane na Południku Krakowskim. W uroczystości brali udział m.in. Andrzej Kulig, zastępca prezydenta Krakowa, Mariusz Meus, krakowski geodeta, propagator Południka Krakowskiego, Anna Jakubiak, pomysłodawczyni projektu „Smok co krok”.
Kolejne figurki zostały wykonane i czekają w magazynie na montaż w terenie. Są to Smok Sportowiec, Smok z literą „K”, Smok z metrem, Smok Astronom, Smok Fotograf, Smok Lekarz, Smok Żołnierz CK, Smok Emausowy, Smok Lajkonik, Smok Romantyk.
Galeria Kazimierz ufundowała Smoka Kazimierza z zakupami. Odsłonięcia 11 czerwca 2024 dokonał Andrzej Mleczko, autor projektu.

## Lista pomników
| nazwa                        | projektant       | lokalizacja | rok odsłonięcia | zdjęcie |
| ---------------------------- | ---------------- | --- | --------------- | ------- |
| Smok Wawelski                | Bronisław Chromy | u stóp Wawelu 50°03′10,9″N 19°56′00,9″E/50,053016 19,933588                                                                                       | 1972            |         |
| Smok Filmowiec               |                  | Aleja Krasińskiego 34 50°03′29,6″N 19°55′30,9″E/50,058215 19,925245                                                                               | 2023            |         |
| Smok Geodeta                 |                  | Aleja Dembowskiego 50°02′30,3″N 19°57′17,5″E/50,041756 19,954855                                                                                  | 2023            |         |
| Smok Malarz                  |                  | Plac Axentowicza 50°04′17,5″N 19°55′34,6″E/50,071536 19,926265                                                                                    | 2023            |         |
| Smok Turysta                 |                  | ul. Parkowa przy wejściu do parku Bednarskiego 50°02′31,7″N 19°57′04,3″E/50,042132 19,951206                                                      | 2023            |         |
| Smok Wodny                   |                  | Plac Na Groblach 50°03′19,7″N 19°55′54,3″E/50,055468 19,931749                                                                                    | 2023            |         |
| Smok z latawcem              |                  | Park Jordana 50°03′38,0″N 19°55′04,4″E/50,060552 19,917884                                                                                        | 2023            |         |
| Smok z mapą                  |                  | Park Krakowski 50°04′08,5″N 19°55′30,9″E/50,069018 19,925243                                                                                      | 2023            |         |
| Smok Kazimierz               | Andrzej Mleczko  | ul. Podgórska 34 50°03′09,9″N 19°57′17,2″E/50,052762 19,954776                                                                                    | 2024            |         |
| Smok Sportowiec              |                  | ul. Piłsudskiego, skwer Zbigniewa Brzezińskiego, naprzeciwko budynku „Sokoła” 50°03′33,8″N 19°55′36,1″E/50,059381 19,926694                       | 2024            |         |
| Smok z literą „K”            |                  | skwer u zbiegu ul. Krakowskiej i ul. Rybaki 50°02′46,0″N 19°56′39,0″E/50,046116 19,944161                                                         | 2024            |         |
| Smok z metrem                |                  | ul. Mikołaja Kopernika przy kościele św. Mikołaja 50°03′40,1″N 19°56′50,0″E/50,061134 19,947229                                                   | 2024            |         |
| Smok Astronom                |                  | ul. Mikołaja Kopernika 50, naprzeciwko wejścia do ogrodu botanicznego 50°03′50,7″N 19°57′21,0″E/50,064095 19,955834                               | 2024            |         |
| Smok Fotograf                |                  | ul. Rakowicka 22A, przy wejściu do Muzeum Fotografii 50°04′13,2″N 19°57′13,9″E/50,070338 19,953859                                                | 2024            |         |
| Smok Lekarz                  |                  | ul. Kopernika 40, przed wejściem do I Katedry i Kliniki Chirurgii dawnego Szpitala Uniwersyteckiego 50°03′47,6″N 19°57′08,1″E/50,063221 19,952255 | 2024            |         |
| Smok Żołnierz CK             |                  | rondo Mogilskie, przy Bastionie V Lubicz 50°03′57,4″N 19°57′33,0″E/50,065941 19,959176                                                            | 2024            |         |
| Smok Emausowy                |                  | na Skwerze Jerzego Nowosielskiego 50°03′09,6″N 19°54′55,6″E/50,052672 19,915458                                                                   | 2024            |         |
| Smok Lajkonik                |                  | na Skwerze Konika Zwierzynieckiego 50°03′16,8″N 19°55′37,0″E/50,054661 19,926957                                                                  | 2024            |         |
| Smok Romantyk                |                  | przy kładce o. Bernatka od strony Podgórza 50°02′45,8″N 19°56′53,4″E/50,046058 19,948162                                                          | 2024            |         |
| Smok w Towarzystwie Zwierząt | Andrzej Mleczko  | przy wejściu głównym do krakowskiego zoo 50°03′18,0″N 19°51′14,8″E/50,055005 19,854125                                                            | 2024            |         |
| Smok Zjeżdżający z Górki     |                  | na skwerze Heleny i Romana Husarskich 50°02′51,1″N 19°52′16,7″E/50,047516 19,871312                                                               | 2024            |         |
| Smok Śpiewak                 |                  | na skwerze Olgi Jackowskiej ,,Kory" 50°03′23,2″N 19°55′00,6″E/50,056443 19,916835                                                                 | 2024            |         |
| Smoczyca przekupka           |                  | na rogu placu na Stawach 50°03′18,6″N 19°55′15,7″E/50,055164 19,921036                                                                            | 2024            |         |